# Alfredo Müller
Pour les articles homonymes, voir Müller.
Alfredo Müller (1869-1939) est un artiste de nationalité suisse et française, peintre et graveur, né à Livourne et mort à Paris, dont la vie est divisée en périodes alternativement toscanes et parisiennes.

## Biographie

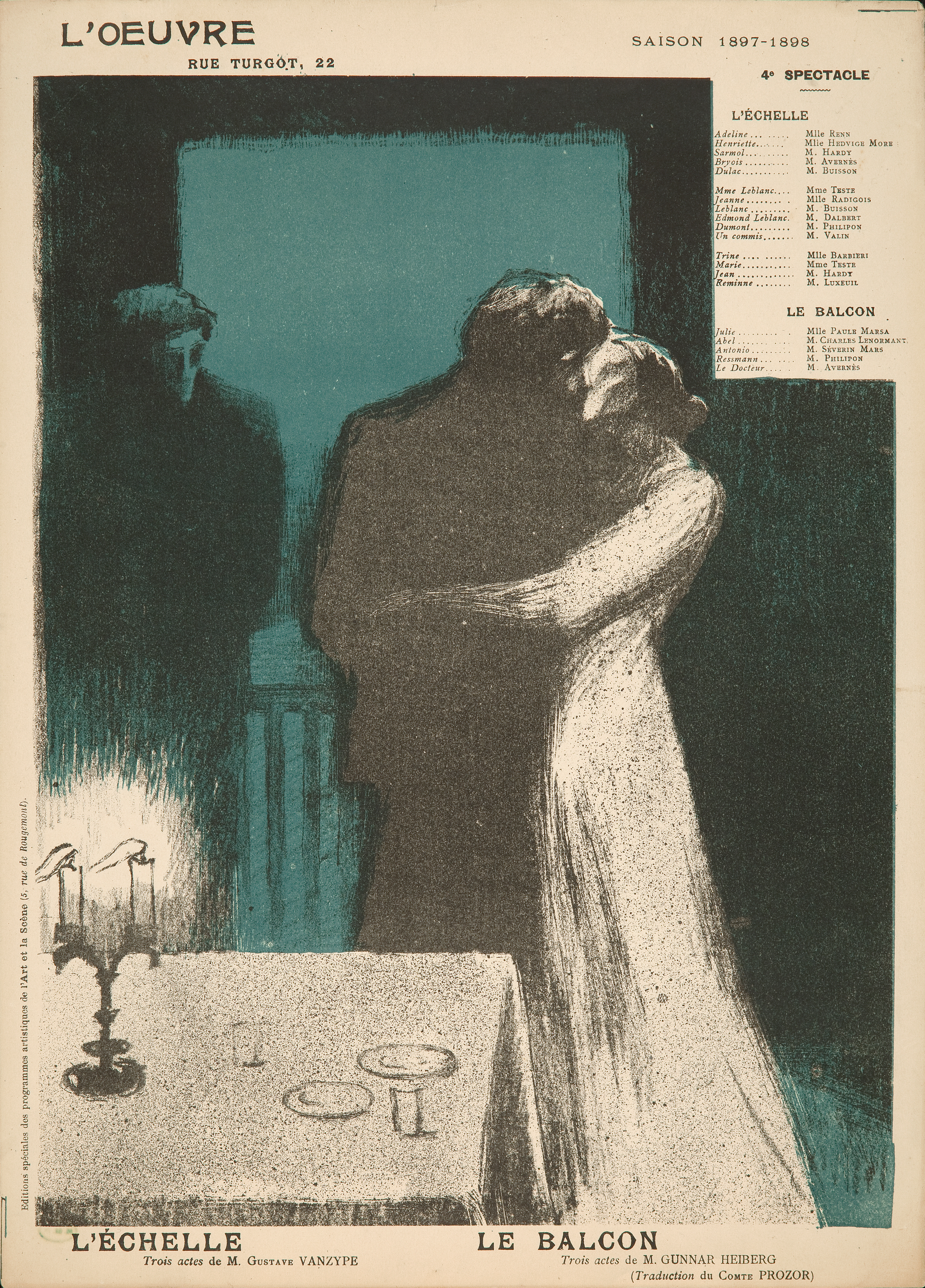
Alfredo Müller, Le Balcon, 1898, lithographie, poster destiné au Balcon de Gunnar Heiberg, au Théâtre de l'Œuvre, Paris. Koehl E16.

Généralement considéré, à tort, comme un élève des Macchiaioli, Alfredo Müller est en réalité le disciple du maître portraitiste florentin Michele Gordigiani. Venu à Paris en 1888-1889 où il est présent au Salon des Beaux-Arts de l'Exposition universelle comme élève de Michele Gordigiani, il fréquente brièvement l'atelier de Carolus-Duran et découvre l'œuvre de Monet exposée à la galerie Georges Petit.
En 1890, le krach de la Banque de Livourne entraîne la ruine de la maison de commerce international du père d'Alfredo Müller qui rappelle son fils à Livourne. À son retour, il expose des toiles qui ont retenu la leçon impressionniste et suscitent l'enthousiasme des jeunes peintres et une violente opposition de l'ancienne génération qui s'oppose à l'introduction de cet art français sur la terre des Macchiaioli.

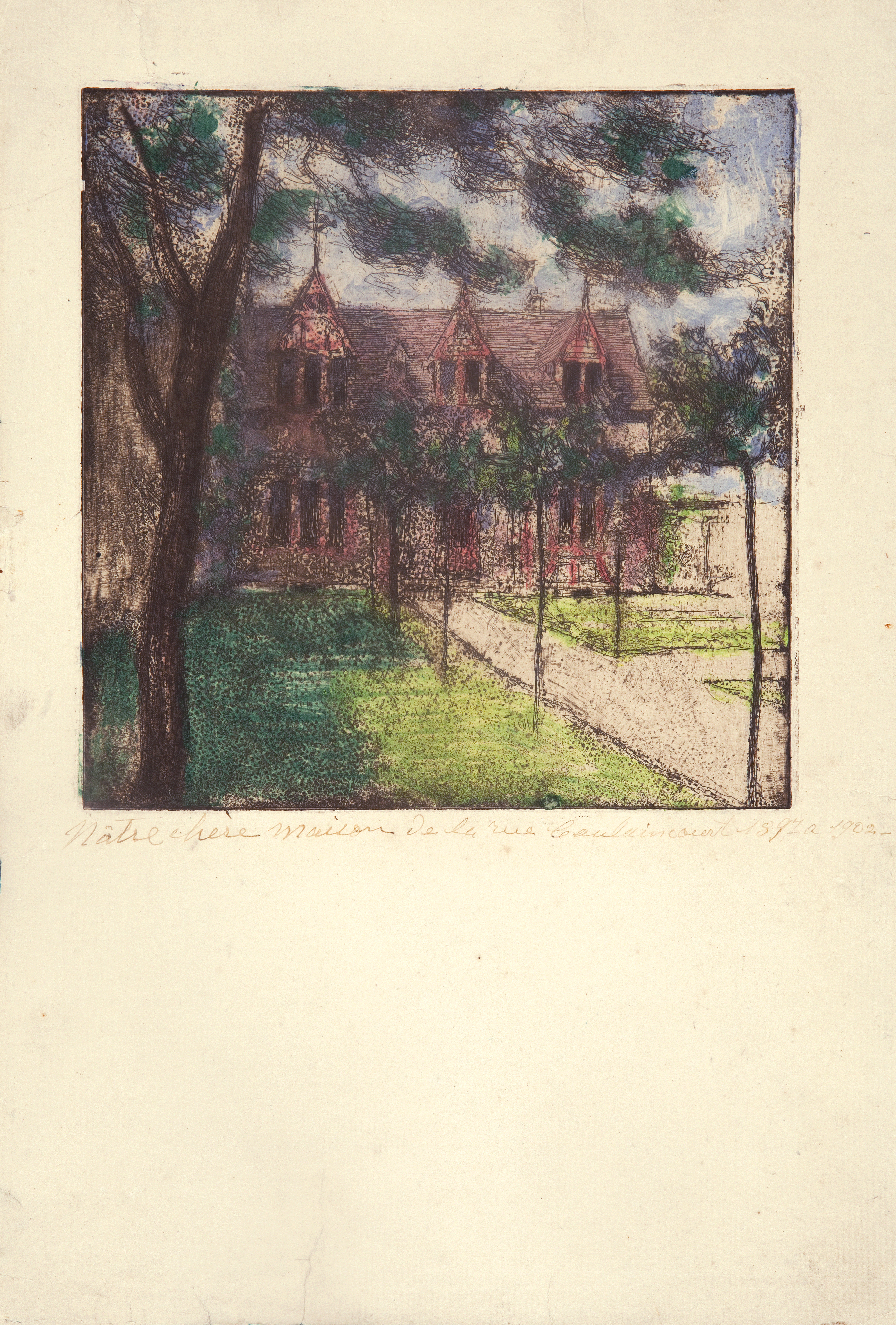
Notre chère maison de la rue Caulaincourt, 1897, eau-forte en couleurs. Commenté par Marguerite Müller, son épouse. Une seule épreuve connue, trouvée dans la Bible de leur mariage.

En 1895, Alfredo Müller et les siens quittent la Toscane et émigrent à Paris. Le jeune peintre à la recherche de moyens de subsistance est accueilli à Montmartre dans l'atelier d'Eugène Delâtre et se met à graver. Désormais montmartrois, il côtoie Henri de Toulouse-Lautrec, vit au 73 rue Caulaincourt, au-dessus de l'appartement de Théophile Alexandre Steinlen, se lie d'amitié avec Francis Jourdain, Jacques Villon, Renoir à qui il laisse son atelier quand il part peindre et graver à la campagne. Pour les artistes et les écrivains de Montmartre, il est tout simplement "l'un de nous" selon l'expression de son ami Francis Jourdain. Pour Pierre Mac Orlan, il est "Muller qui a illustré le Pavillon de Levet" (Henry J.-M. Levet).
Sa passion pour le théâtre le rapproche d'Aurélien Lugné-Poe, le directeur du Théâtre de l'Œuvre pour lequel il réalise le programme du Balcon de Gunnar Heiberg, créé le 18 février 1898
Il n'a pas abandonné la peinture. En avril-mai 1898, Ambroise Vollard expose huit peintures, huit dessins et quatorze eaux-fortes d'Alfred Muller. Plusieurs eaux-fortes exposées chez Vollard en 1898 sont aujourd'hui conservées par le département des Estampes de la Bibliothèque nationale de France.
L'artiste a connu Cézanne et peint avec lui. L'histoire, mal connue à ce jour, mériterait qu'on s'y intéressât. En effet, la rencontre avec le maître d'Aix a été décisive pour le peintre toscan, mais curieusement la marque cézannienne dans son œuvre peint a déchaîné la critique contre lui. Avec des exceptions, puisqu'en mai 1908, les frères Paul & Léonce Rosenberg exposaient trente-neuf peintures d'Alfred Muller.
Parallèlement, sous l'influence de son ami Charles Faroux, il se met au billard, remporte de nombreux succès couronnés par une coupe de la Fédération française de billard en 1907 et passe professionnel.
En février 1908, Erik Satie et Jules Depaquit sont témoins de son mariage avec Marguerite Thomann.
En 1914, la guerre éclate alors qu'il a été invité à la seconde Sécession romaine où il est exposé ... dans la section française. Ses amis de Florence le retiennent et son séjour se prolonge. Il y restera dix-huit ans. Il s'installe à Settignano et peint beaucoup. La critique officielle ne voit en lui qu'un parangon de l'art français et raille son cézannisme, tandis qu'il se passionne pour la promotion des arts décoratifs avec ses amis Libero Andreotti, Gino Carlo Sensani, Umberto Brunelleschi ou Gian Gualberto Parenti. Sa production artistique en témoigne et en particulier les superbes arlequinades à l'origine de sa redécouverte dans les années 1970 en Italie après une longue traversée du désert. Au début des années 1920 cependant, le regard change et la spécificité de son œuvre suscite l'intérêt des chroniqueurs: "La réussite de cette peinture est que les écoles par lesquelles il est passé de [Michele] Gordigiani à Cézanne montrent clairement leurs traits caractéristiques unis par la forte personnalité de l’artiste en un harmonieux entrelacs comme les fils bien distincts d’un tissu usé" écrit par exemple Luigi Bonelli dans La Nazione en juin 1925, alors qu'il expose à Florence avec Giorgio De Chirico dans le local qui vient d'être cédé à la toute nouvelle Corporation nationale des Beaux-Arts et qui abrite aujourd'hui le Musée Salvatore Ferragamo. En 1930, pourtant, il songe à rentrer en France et une importante exposition est organisée à la Saletta Gonnelli. Le monde de l'art s'y presse, nombreux comme la foule des curieux accourue au Lyceum de Florence, en 1915, à son retour en Toscane.
En 1932, la situation politique tendue le décide à rentrer à Paris où tout est à reconstruire encore une fois. Il trouve un studio dans la cour du 23 rue des Martyrs et Monsieur Kahn, le propriétaire du Billard-Palace, qui n’a pas oublié le champion désormais trop âgé pour reprendre sa place de joueur professionnel, l’embauche comme arbitre des matches professionnels: "C’était au moins la vie assurée" commente son ami Charles Faroux dans l'article nécrologique paru dans Le Billard Sportif en février 1939. L'artiste est mort le 7 février 1939 d'une crise cardiaque. Il est enterré au cimetière parisien de Gentilly.
Alfredo Müller est le frère aîné du champion cycliste, ami d'Henri Desgrange et journaliste à L'Auto, Rodolfo Muller.
Il est l'arrière-petit-fils de l'entrepreneur et négociant Agostino Kotzian à l'origine de la première voie ferrée toscane reliant Florence à Livourne, l'arrière neveu du compositeur maltais Nicolas Isouard et un descendant du cartographe Lewis Evans (en) par son grand-père maternel, le médecin et chirurgien Charles Eugène Schintz.

## Œuvre

### Généralités
Son œuvre est italienne et française: sa peinture française est mal connue, si bien qu'il est considéré comme un peintre italien. Par contre, s'il a lithographié en Italie avant d'émigrer à Paris en 1895, il grave uniquement en France et essentiellement durant la décennie 1896-1906. Ses premières gravures sont réalisées dans l'atelier de l'imprimeur Eugène Delâtre.
Le peintre italien est appelé Alfredo Müller ou Alfredo Muller, le graveur français, Alfred Muller. Il s'agit dans les deux cas de celui que l'histoire de l'art nomme Alfredo Müller. Le tout jeune artiste signe d'abord A. Müller, puis adopte la signature AlfredMüller (prénom et nom attachés) qu'il n'utilise plus après 1900. Sa signature devient A. Müller ou Müller, avant qu'il n'adopte muller, en minuscules, aux environs de 1920. Ses ultimes œuvres sont signées Muller. Beaucoup de signatures sont posthumes. Les signatures Alfredo Müller portées sur certaines épreuves d'eau-forte non signées ne sont pas de sa main.

### Œuvre graphique

#### Techniques

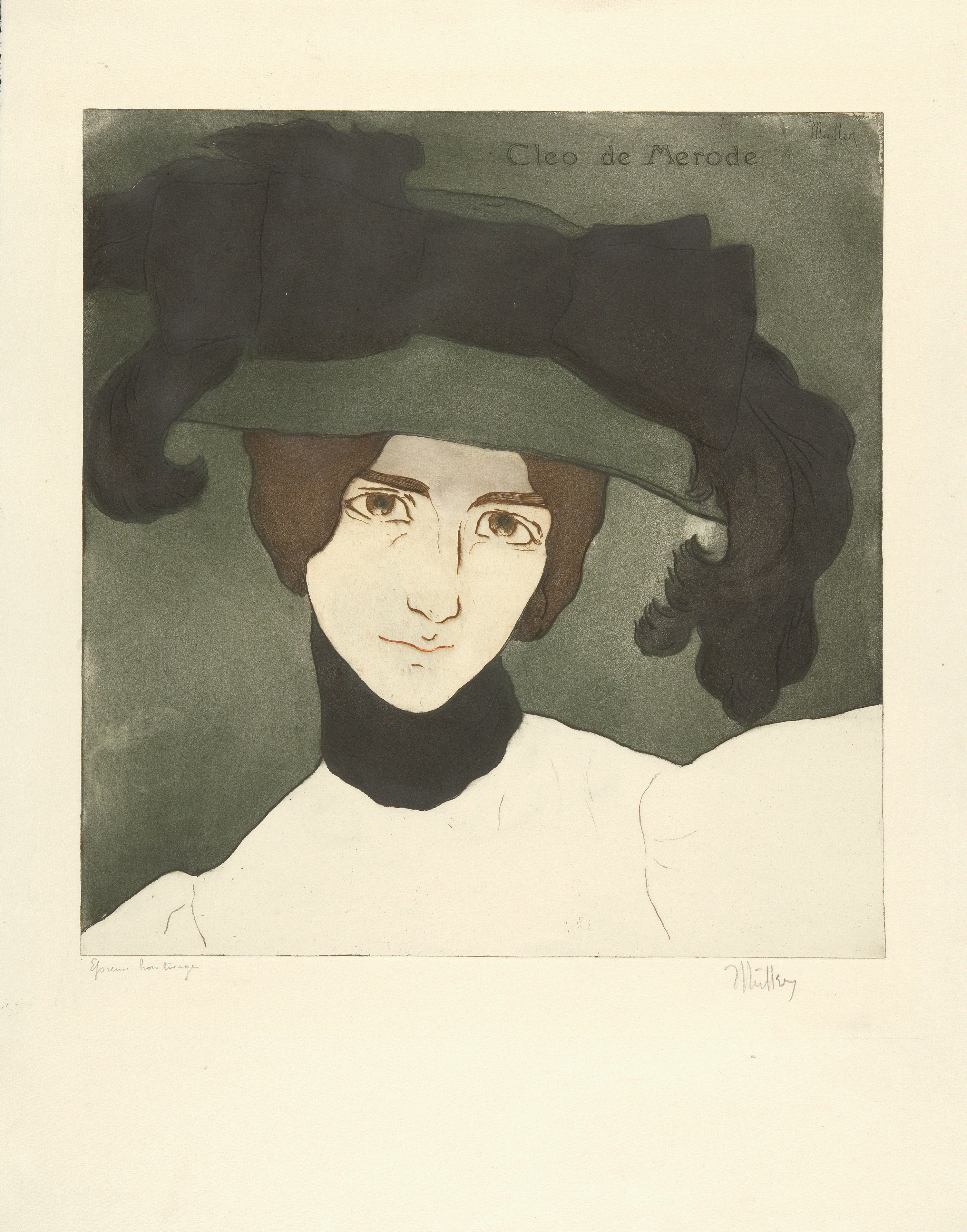
Portrait de M.lle Cléo de Mérode, eau-forte et aquatinte,. Éditée (50 exemplaires) par Edmond Sagot. Koehl E110. Épreuve hors-tirage.

Alfredo Müller grave principalement sur zinc, parfois sur cuivre. Son amour pour Marguerite Thomann, alors mariée au peintre Paul-Michel Dupuy, se lit dans son œuvre gravé. Ses gravures à l’eau-forte se caractérisent par le rendu de l’attitude, de l’élégance du geste, du mouvement de la main, par un indicible sentiment de mélancolie et d’élégance désuète. Contrairement à son ami Delâtre qui utilise plusieurs plaques pour imprimer en couleurs, Müller utilise principalement la technique de l’encrage à la poupée consistant à apposer toutes les couleurs sur la même matrice avec un petit chiffon serré au bout du doigt. Mais, comme Delâtre, Müller réalise lui-même les tirages de ses gravures.
Alfredo Müller met au point une technique personnelle d’eau-forte en couleurs. Celle-ci emprunte son principe à l’aquatinte par le rendu granulé mais en diffère en ce que les grains d’aquatinte ne sont pas disposés de façon homogène. En effet, la couverture, dite « à grains libres », est modulée en fonction de l’effet recherché.
En 1902, le critique allemand Oskar Bie publie une étude de l’art graphique européen du début du XXe siècle dans la revue Westermanns Monatshefte dans laquelle il analyse la modernité du japonisme dans la gravure à l’eau-forte en couleurs en France, faisant alors de Müller le chef de file d’un Müllerschen Künstlergruppe comptant parmi ses membres Manuel Robbe ou Théophile Alexandre Steinlen.

#### Éditeurs

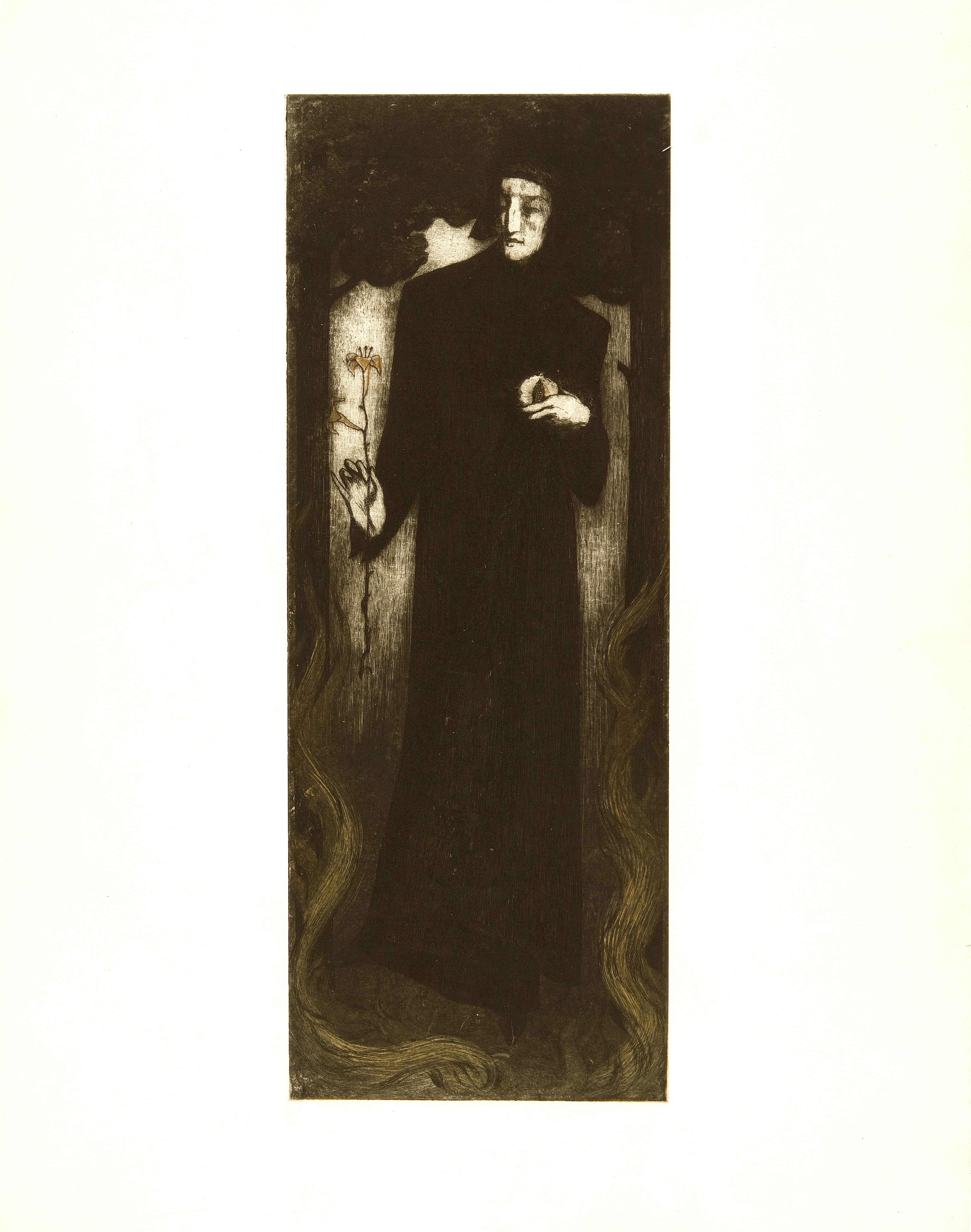
Alfredo Müller, Dante au lys, 1897-1898,, l'une des six eaux-fortes de la série La Vie heureuse de Dante Alighieri (Koehl E91 à E96). Les douze séries imprimées par l'artiste furent éditées par Ambroise Vollard en 1898.

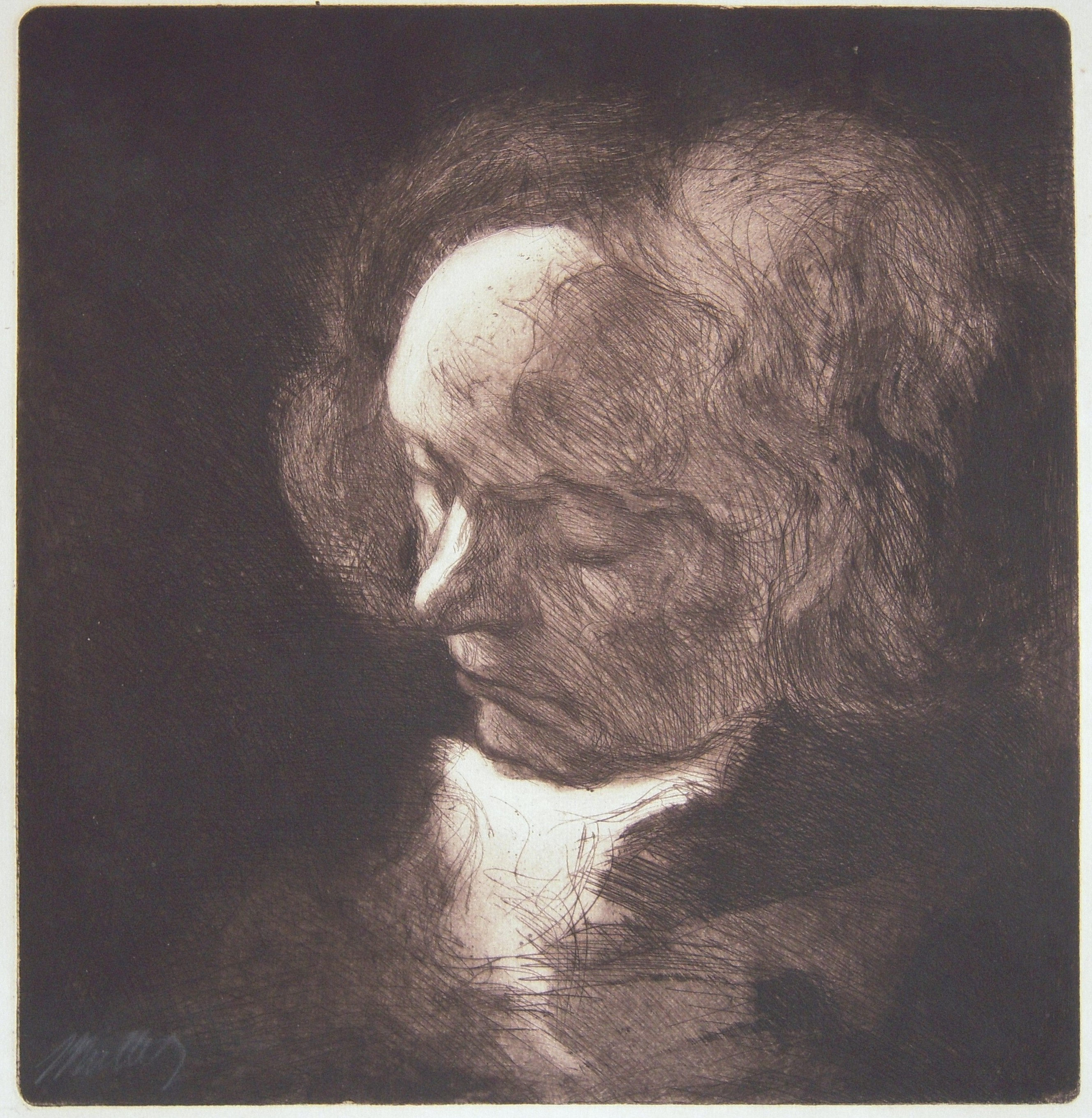
Alfredo Müller, Beethoven, Insel-Verlag, 1900.

Les estampes d'Alfred Muller sont éditées par les grands éditeurs parisiens, Ambroise Vollard qui, fin 1898, édite une suite de six eaux-fortes tirées à douze exemplaires seulement par l'artiste sur la Vita Nuova de Dante Alighieri, E. Pierrefort qui édite en 1900 la fameuse affiche en forme de kakémono représentant l'actrice japonaise Sada Yacco, Edmond Sagot qui publie en 1903 six frises lithographiques magistrales à six couleurs (Les Paons, Les Cygnes, La Neige, La Dînette, Le Quadricycle, Les Pigeons. L'intégralité du tirage est réalisée par l'artiste à Osny où il réside un temps au Petit Moulin, puis à Suresnes), A. Arnould, mais aussi l'éditeur allemand Insel-Verlag qui lui commande un portfolio de portraits de musiciens (Bach, Gluck, Beethoven et Wagner) édité en 1900. Ses éditeurs envoient des estampes de l'artiste dans les principales expositions françaises et européennes. À New York aussi, où lors d'une exposition d'estampes françaises et néerlandaises à la galerie Wunderlich en 1900, Le Vieux port du Pollet et Montmartre, la rue Saint-Vincent en hiver sont remarquées. En 1899, il grave une superbe Liseuse, tirée à cinquante épreuves et éditée par le magazine Cocorico (en couverture du numéro du 20 juin 1899). En 1900, après son affiche lithographique en forme de kakémono représentant l'actrice japonaise Sada Yacco éditée par Pierrefort, l'artiste réalise une série de portraits d'acteurs et actrices en buste (Cléo de Mérode, Marthe Mellot dans La Gitane, Suzanne Desprès dans Poil de Carotte, Sarah Bernhardt dans Théodora, Edouard De Max dans le rôle de Néron). Il participe à l'Exposition universelle comme artiste italien et reçoit deux médailles, l'une pour la peinture, l'autre pour la gravure.

#### Postérité
L'absence de postérité de son œuvre s’explique surtout par les aléas de son histoire personnelle. Dans l'Europe des nationalismes, il est marginalisé comme italien par la critique officielle des salons et mis à l'écart pour excès de francophilie en Toscane. Alfredo Müller, quadrilingue depuis l'enfance, a certainement eu le tort d'être européen avant l'heure, d'être un artiste cultivé, formé aux arts, à la littérature et à la musique, mais désargenté. Pourtant ses amis le soutiennent, tel Théophile Alexandre Steinlen. Il se laisse convaincre par son ami Jean-François Raffaëlli d'adhérer à la Société de la gravure originale en couleurs lors de sa création en 1904 et expose aux deux premiers salons de 1904 et 1905. En 1904, la direction des Beaux-Arts acquiert L'Île heureuse, en 1905, La Grande cascade de Saint-Cloud. "Jamais il ne songea à commercialiser son talent qui était prodigieux. Les marchands comme les critiques l’ignorèrent, ce qui n’altéra jamais sa sérénité hautaine, pas plus qu’il n’en fut aigri. Il demeurait par-dessus tout compréhensif, curieux de toutes les nouveautés, aussi avide de comprendre Einstein que Louis-Ferdinand Céline. Rare éclectisme", écrit son ami Charles Faroux, le créateur de la course d'Endurance à l'origine des 24 heures du Mans, dans L'Auto du 8 février 1939 au lendemain de sa mort.

#### Œuvre peint
Le premier catalogue raisonné de l'œuvre peint a été publié en novembre 2017.

## Galerie

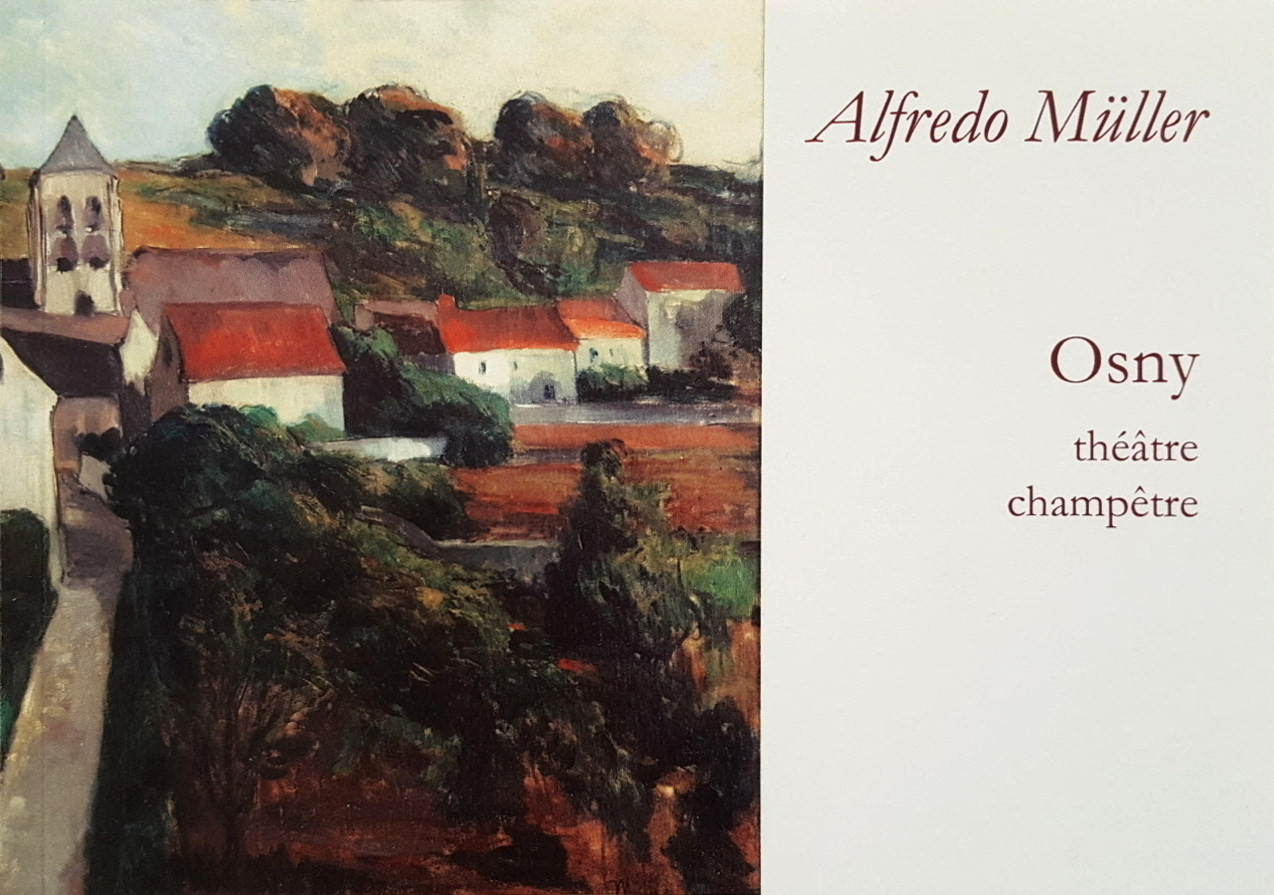
Alfredo Müller. Osny théâtre champêtre. Conception et rédaction : Hélène Koehl. Préface de Jean-Michel Levesque, Maire d'Osny. Editions des Amis d'Alfredo Müller 2017. 40 pages. Couverture.
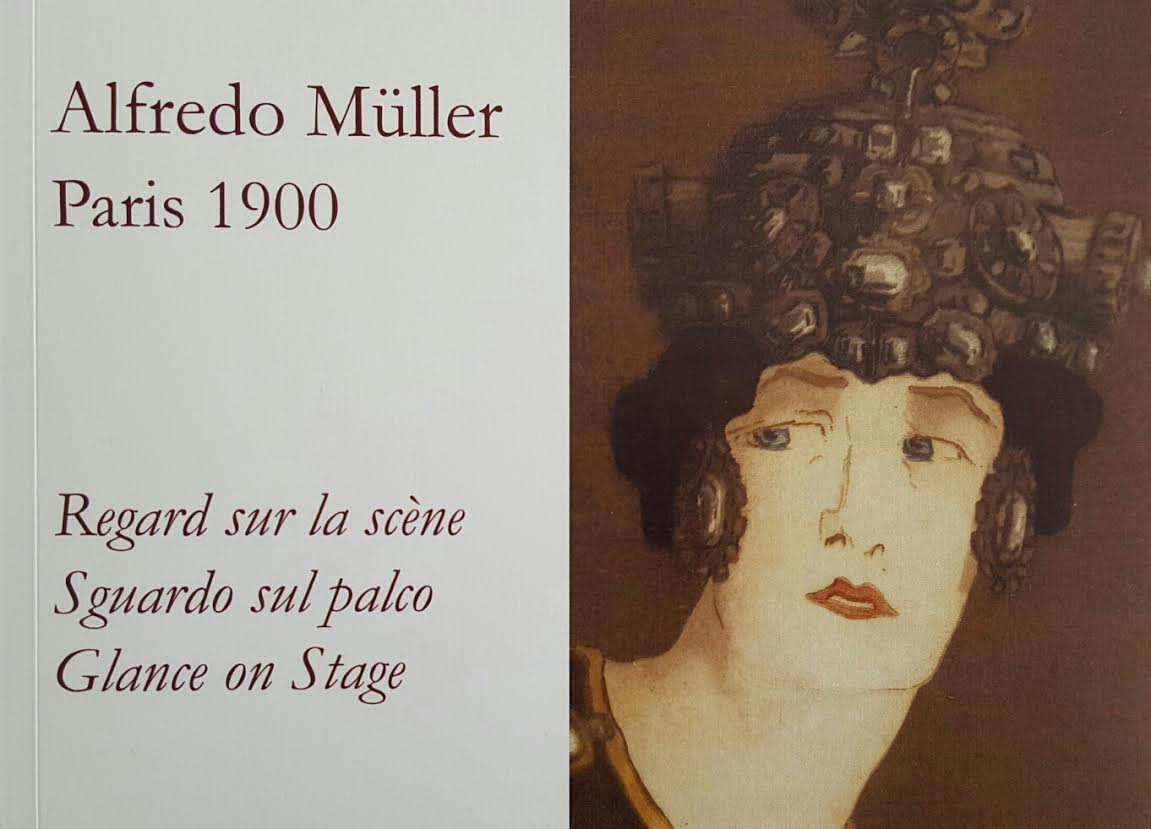
Alfredo Müller. Paris 1900. Regard sur la scène. Sguardo sul palco. Glance on Stage. En français, italien et anglais. Conception et rédaction : Hélène Koehl. Editions des Amis d'Alfredo Müller 2016. 40 pages. Couverture.
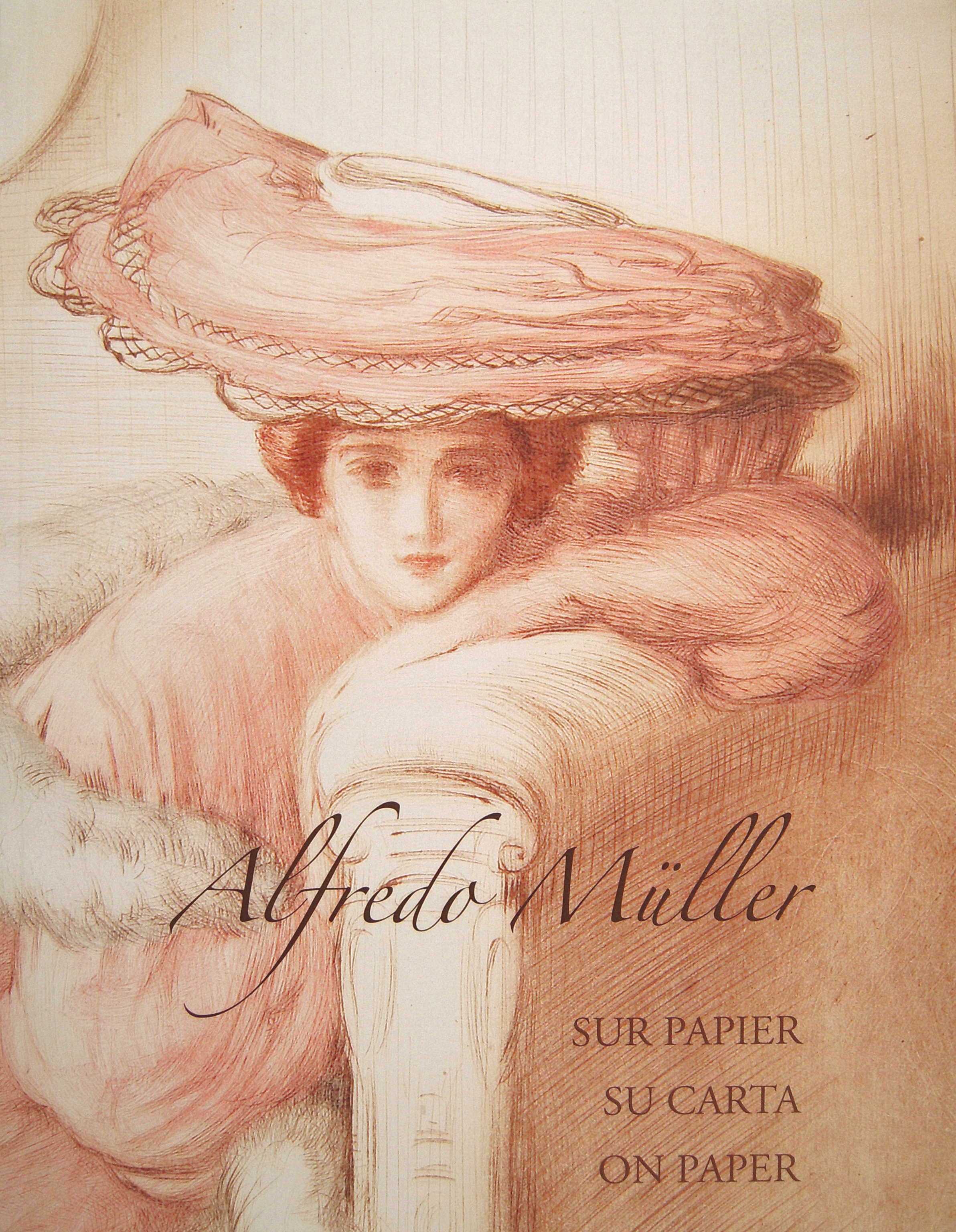
Catalogue raisonné trilingue. Conception et rédaction: Hélène Koehl. Nombreuses contributions. Editions des Amis d'Alfredo Müller 2014. 400 pages. Couverture.
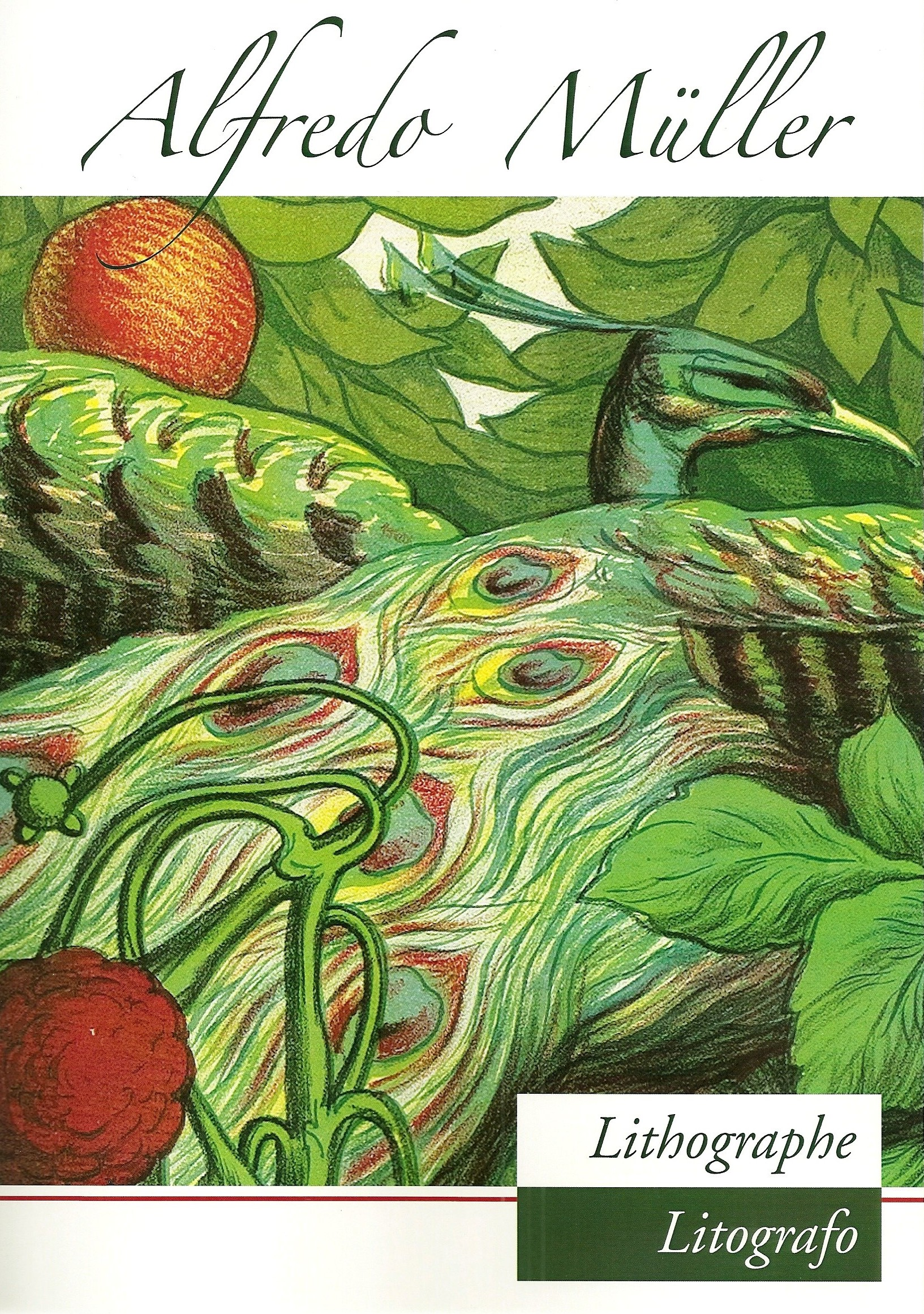
Alfredo Müller. Lithographe. Litografo. Catalogue bilingue des lithographies. Conception: Hélène Koehl. Rédaction : Emanuele Bardazzi et Hélène Koehl. Editions des Amis d'Alfredo Müller 2012. 48 pages. Couverture.
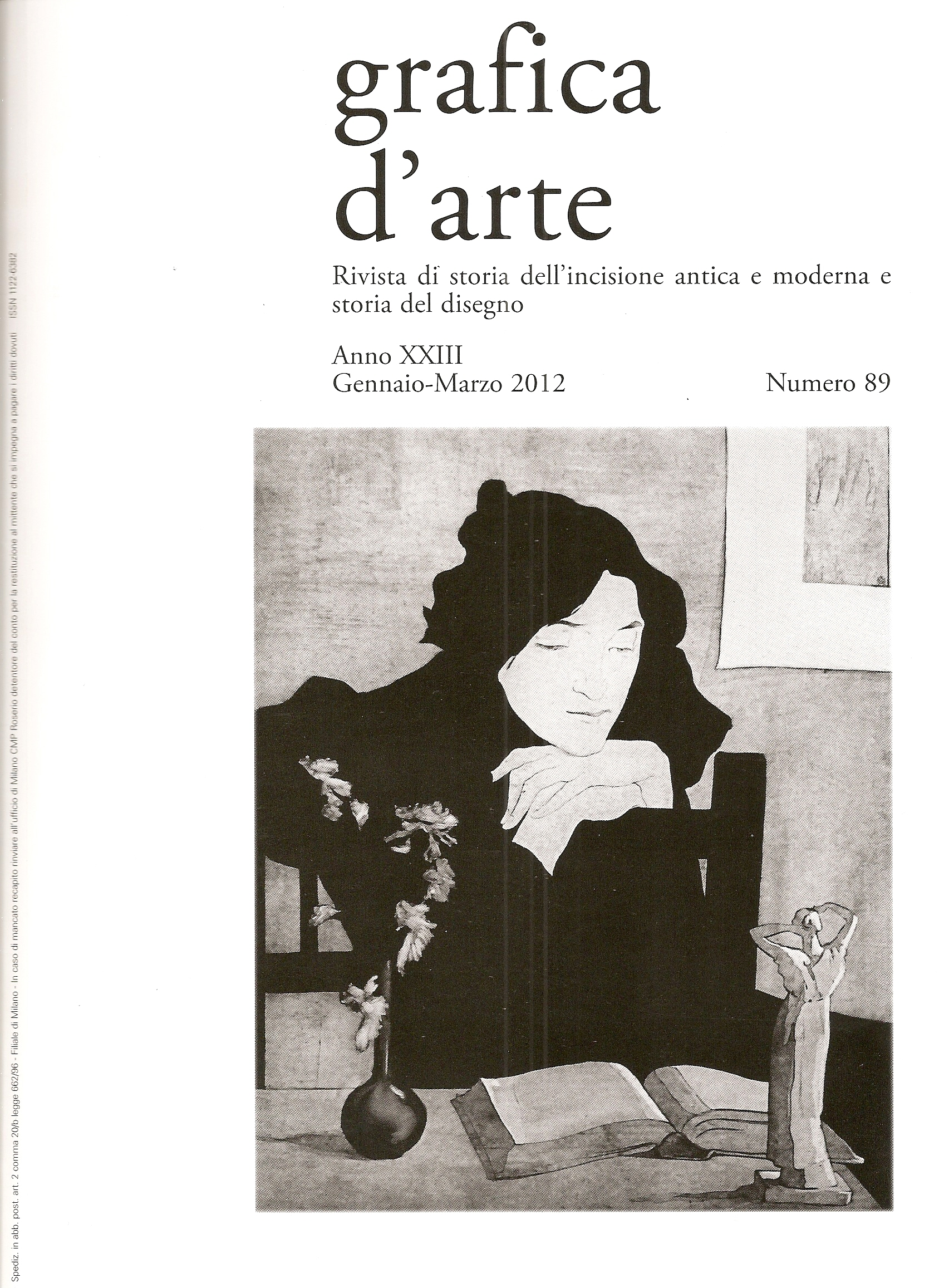
Première de couverture de Grafica d'Arte no 89 (janvier-mars 2012) avec La Jeune femme au Tanagra d'Alfredo Müller (1897, eau-forte en couleurs 64 × 52 cm, Exposition Vollard, 1898, BnF, département des Estampes. Koehl 2014, E42).
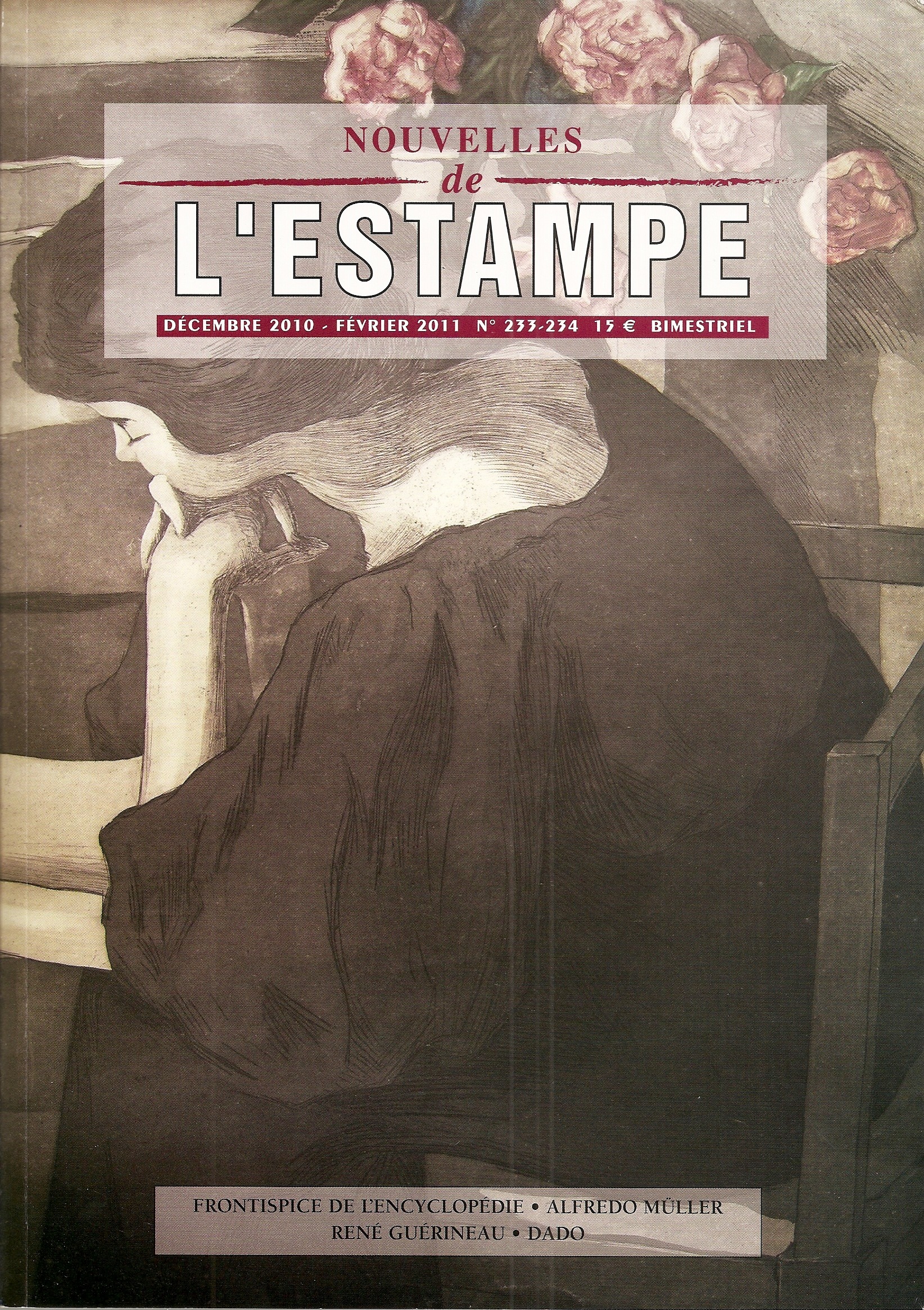
Première de couverture des Nouvelles de l'estampe no 233-234 (mars 2011) avec Femme lisant aux fleurs d'Alfredo Müller (1897, eau-forte en couleurs, 64,3 × 51,7 cm, Exposition Vollard, 1898, BnF, département des Estampes. Koehl 2014, E44).
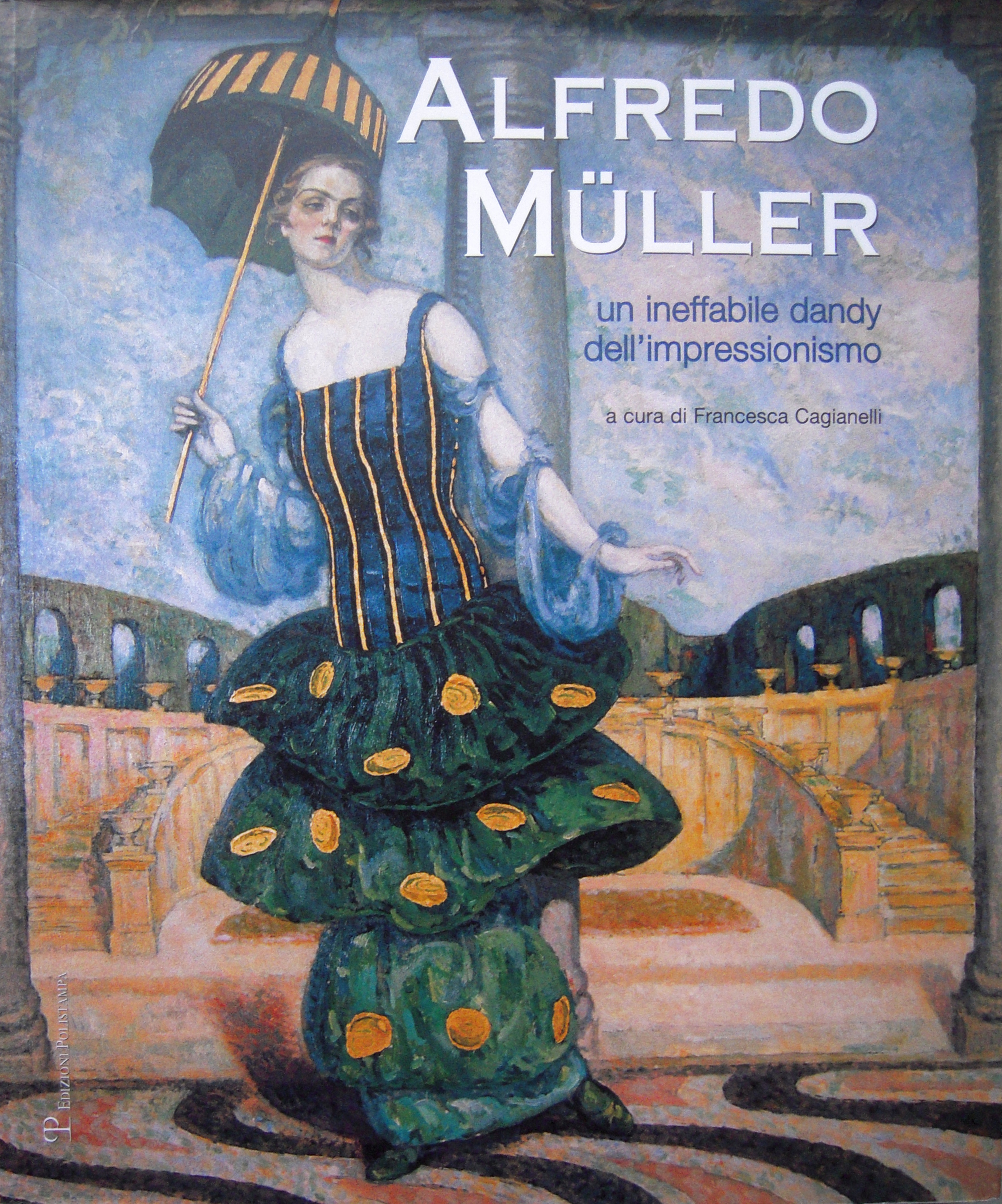
Première de couverture d’Un ineffabile dandy dell'impressionismo, a cura di Francesca Cagianelli, Florence, Polistampa, 2011, avec Ritratto di Cora Antinori d'Alfredo Müller (1916, huile sur toile, 244,5 × 188 cm. Koehl 2017, R9.1).
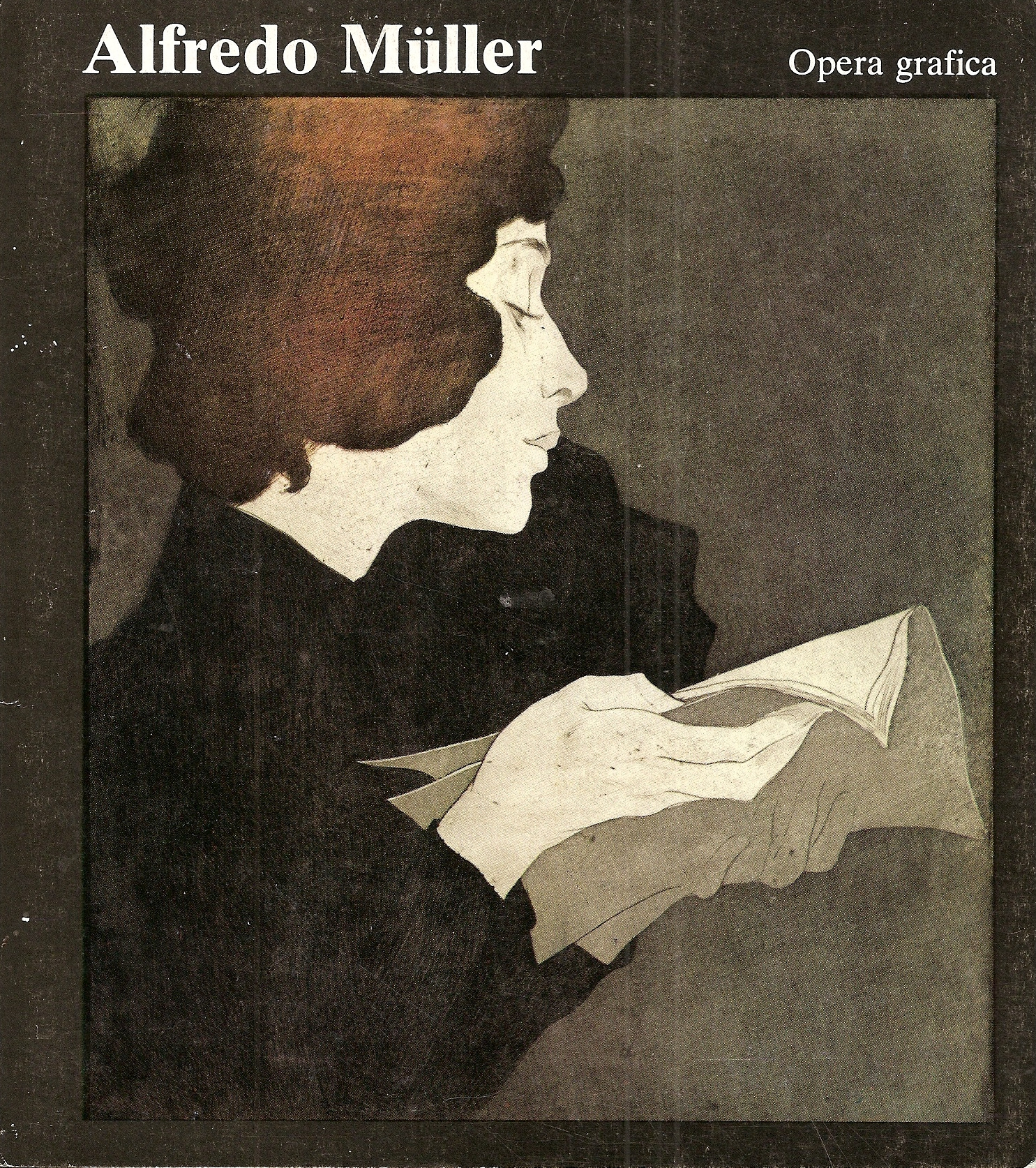
Première de couverture d’Opera grafica, Livourne, 1982 avec La Liseuse d'Alfredo Müller (1899, eau-forte, 35,5 × 31,5 cm, créée pour Cocorico. Koehl 2014, E90).
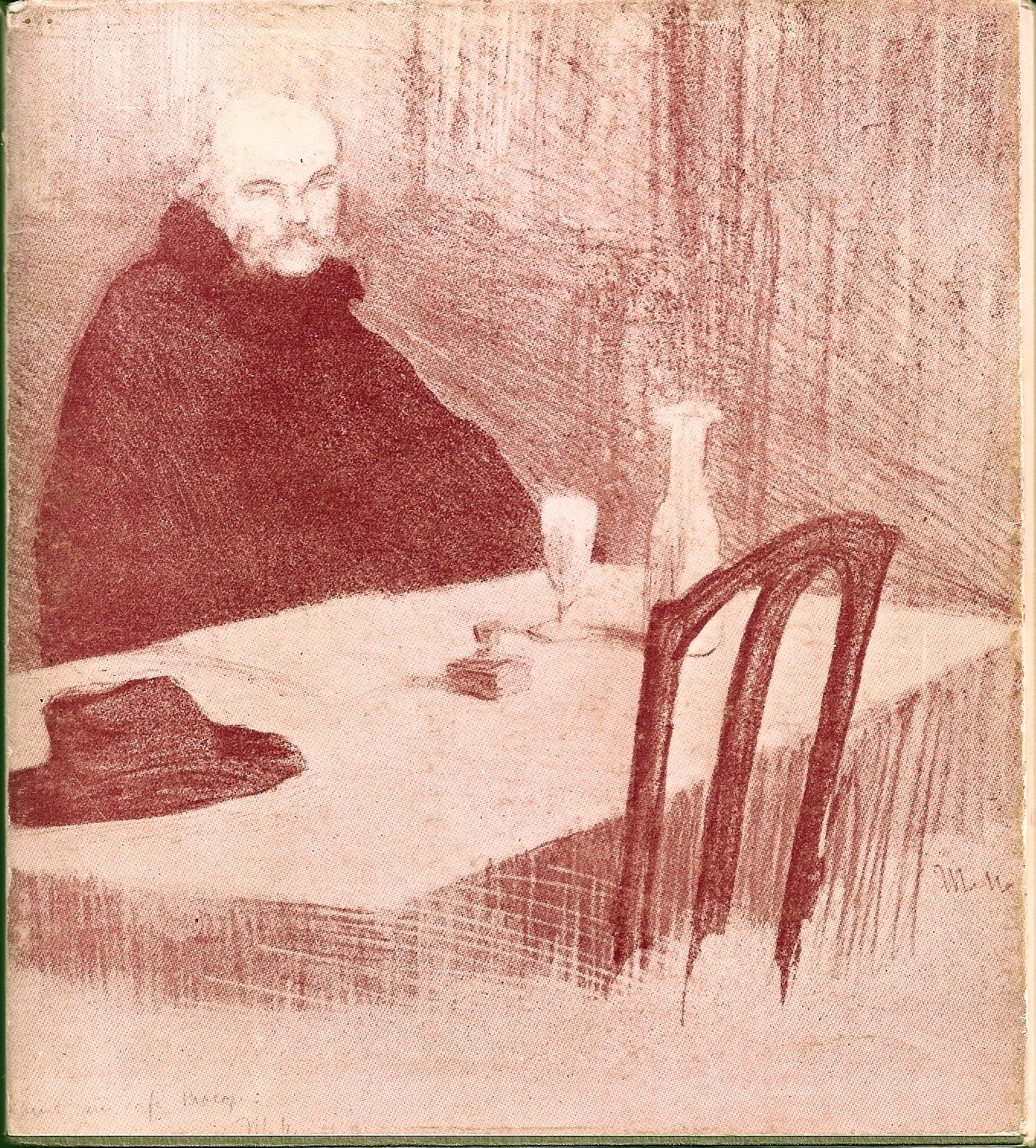
Première de couverture d’Omaggio a Alfredo Müller, Florence, Il Mirteto, 1974, avec Verlaine au café Procope d'Alfredo Müller (1896, lithographie, 45 × 50 cm. Koehl 2014, E7).
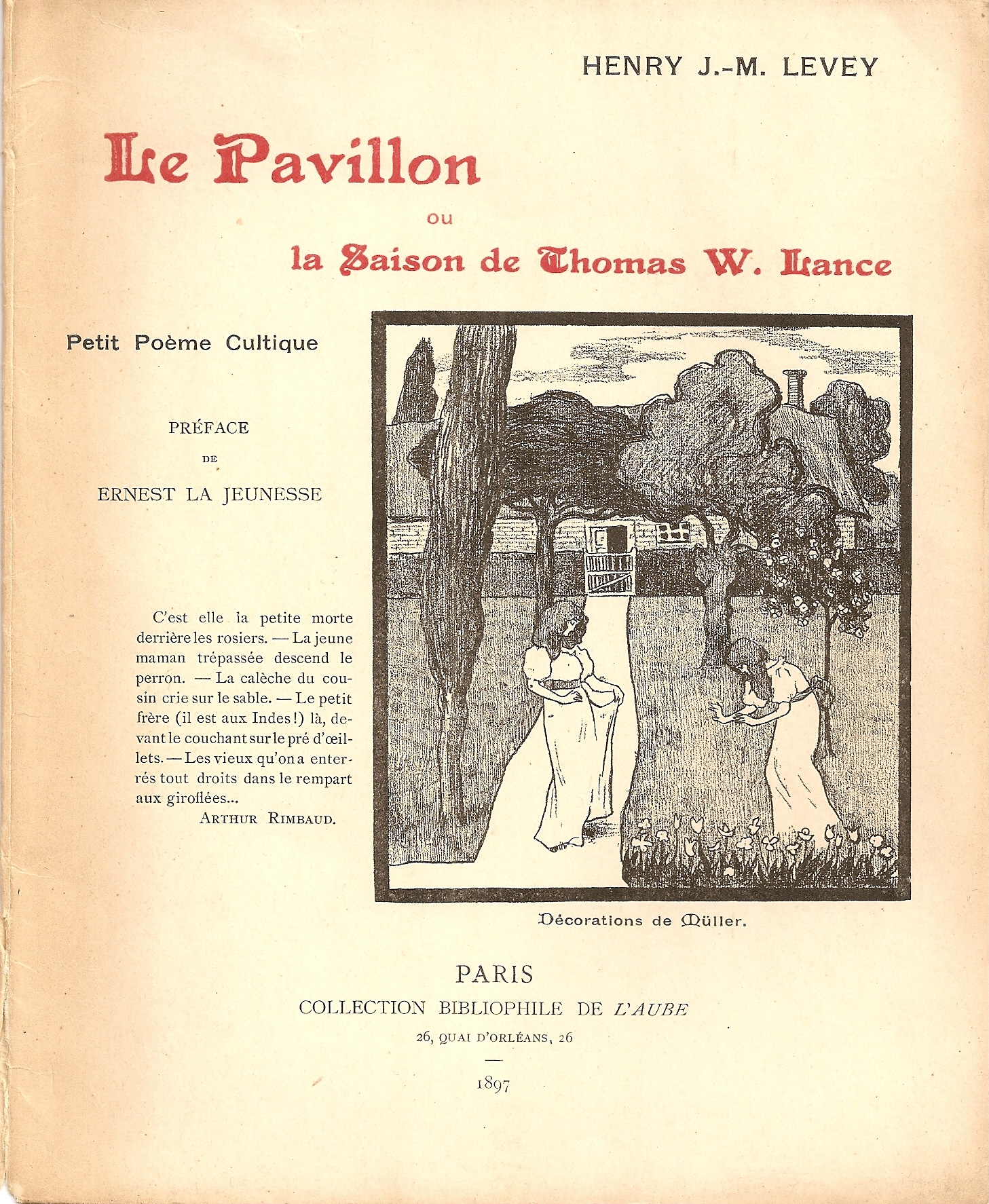
Première de couverture pour Le Pavillon, de Henry Jean-Marie Levey/Levet. Illustrations d'Alfredo Müller. Paris, Editions de l'Aube, 1897.